# Xã Hopewell, Quận Perry, Ohio
Xã Hopewell (tiếng Anh: Hopewell Township) là một xã thuộc quận Perry, tiểu bang Ohio, Hoa Kỳ. Năm 2010, dân số của xã này là 2.399 người.